# Clare Dennis
Clara Dennis, detta Clare (Burwood, 7 marzo 1916 – Miami, 5 giugno 1971), è stata una nuotatrice australiana.
Specializzata nella rana ha vinto la medaglia d'oro nei 200 m ai Giochi olimpici di Los Angeles 1932.
Nel 1982 è diventata una dei Membri dell'International Swimming Hall of Fame.
È stata primatista mondiale dei 100 m e 200 m rana.

## Palmarès
- Olimpiadi

Los Angeles 1932: oro nei 200 m rana.